# Buretsu
Keizer Buretsu (武烈天皇, Buretsu-tennō) was de 25e keizer van Japan volgens de traditionele opvolgvolgorde. Er zijn geen concrete data bekend over zijn geboorte, regeerperiode en dood, behalve dat hij ergens in de late jaren van de 5e eeuw keizer was.

## Leven
Buretsu was een zoon van keizer Ninken. Zijn moeder was Kasuga no Ōiratsume no Kōgō (春日大郎皇后). Zijn geboortenaam was Ohatsuse no Wakasazaki no Mikoto (小泊瀬稚鷦鷯尊).
Volgens verschillende teksten uit onder andere Kojiki en Nihonshoki was Buretsu geboren in 489 en gestorven in 507. Hij regeerde als keizer van 498 tot zijn dood.
In Nihonshoki wordt Buretsu omschreven als een vrij omstreden keizer, gelijk aan Di Xin van de Shang-dynastie, maar in Kojiki wordt hier niks over gemeld. Het is niet duidelijk waarom de bronnen elkaar op dit punt tegenspreken. Vermoedelijk zijn de verhalen over Buretsu’s omstredenheid pas later verzonnen om zijn opvolgers, beginnend met keizer Keitai (die onder twijfelachtige omstandigheden de troon verkreeg), als betere keizers te kunnen profileren. In tekstboeken, verkrijgbaar voor en tijdens de Tweede Wereldoorlog, wordt vrijwel niks vermeld over Buretsu’s leven als keizer.
Buretsu was mogelijk de laatste keizer van zijn dynastie, waarna keizer Keitai een nieuwe dynastie begon.
* Regent Jingu staat niet op de traditionele lijst.